# 장항항

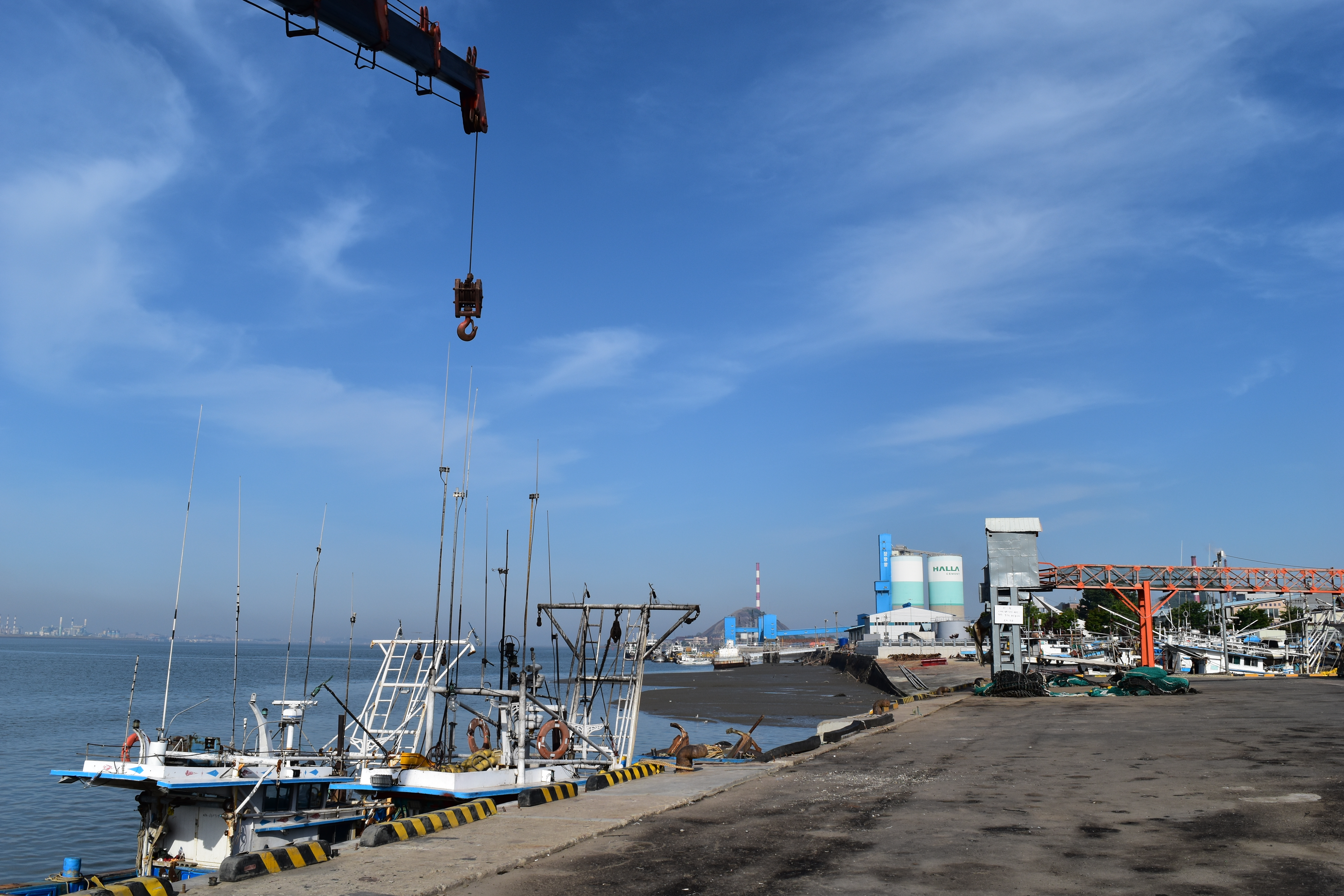
장항항

장항항(長項港)은 충청남도 서천군 장항읍에 있는 항구이다. 군산항과 금강 하구 맞은편에 위치해 있다. 항만철도로는 장항화물선이 있었으나 폐선되었다.

## 같이 보기
- 군산항